# Parsonsia kimberleyensis
Parsonsia kimberleyensis är en oleanderväxtart som beskrevs av J.B. Williams. Parsonsia kimberleyensis ingår i släktet Parsonsia och familjen oleanderväxter. Inga underarter finns listade i Catalogue of Life.